# Juan Lagares
Juan Osvaldo Lagares (Constanza, 17 marzo 1989) è un giocatore di baseball dominicano, esterno centrale per i Los Angeles Angels della Major League Baseball.

## Minor League (MiLB)
Lagares firmò il 5 maggio 2006 come free agent amatoriale coi Mets. Nello stesso anno iniziò a livello rookie coi DSL Mets della Dominican League "DSL", finendo con .255 alla battuta, .339 in base, 3 fuoricampo, 33 RBI, 12 basi rubate e 36 punti in 57 partite (204 AB). Nel 2007 giocò a livello A con i Savannah Sand Gnats della South Atlantic League "SAL", chiuse con .210 alla battuta, .262 in base, 2 fuoricampo, 16 RBI, 11 basi rubate e 26 punti in 83 partite (281 AB).
Nel 2008 giocò con due squadre differenti finendo con .253 alla battuta, .284 in base, 3 fuoricampo, 24 RBI, 4 basi rubate e 22 punti in 65 partite (253 AB). Nel 2009 giocò con due squadre finendo con .266 alla battuta, .297 in base, nessun fuoricampo, 14 RBI, 10 basi rubate e 24 punti in 53 partite (192 AB).
Il 21 marzo 2010 venne inserito nel roster dei Mets, per essere protetto dal Rule 5 Draft, in MiLB giocò con due squadre finendo con .279 alla battuta, .296 in base, 7 fuoricampo, 55 RBI, 25 basi rubate e 58 punti in 100 partite (423 AB). Il 23 marzo 2011 venne nuovamente inserito nel roster dei Mets, per essere protetto dal Rule 5 Draft. In MiLB giocò con due squadre finendo con .349 alla battuta, .383 in base, 9 fuoricampo, 71 RBI, 15 basi rubate e 72 punti in 120 partite (470 AB).
Nel 2012 giocò a livello AA con i Binghamton Mets della Eastern League "EAS" chiudendo con .283 alla battuta, .334 in base, 4 fuoricampo, 48 RBI, 21 basi rubate e 69 punti in 130 partite (499 AB). Nel 2013 giocò a livello AAA coi Las Vegas 51s della Pacific Coast League "PCL" finendo con .346 alla battuta, .378 in base, 3 fuoricampo, 9 RBI, 2 basi rubate e 13 punti in 17 partite (78 AB).
Nel 2014 giocò con quattro squadre finendo con .241 alla battuta, .290 in base, nessun fuoricampo, un RBI, nessuna base rubata e 4 punti in 8 partite (29 AB). Nel 2016 giocò a livello AA coi Binghamton Mets della EAS chiudendo con .333 alla battuta, .368 in base, nessun fuoricampo, 2 RBI, nessuna base rubata e 2 punti in 4 partite (18 AB).

## Major League (MLB)
Lagares venne promosso in 1ª squadra il 23 aprile 2013, e debuttò lo stesso giorno nella MLB al Citi Field di New York contro i Los Angeles Dodgers. Chiuse la sua 1ª stagione da professionista con .242 alla battuta, .281 in base, 4 fuoricampo, 34 RBI, 6 basi rubate e 35 punti in 121 partite (392 AB). Il 15 aprile 2014 venne inserito nella lista infortuni dei (15 giorni) per uno stiramento al muscolo ischiocrurale destro. Il 27 dello stesso mese venne mandato per la reabilitazione ai St. Lucie Mets della Florida State League "FSL". Il giorno seguente passò ai 51s nella "PCL". Il 1º maggio rientrò in MLB. Il 2 giugno venne inserito nella lista infortuni dei (15 giorni) per uno stiramento al muscolo intercostale destro. Il 20 dello stesso mese venne mandato in reabilitazione ai DSL Mets nella "DSL", dopo tre giorni passò ai Binghamton Mets della "EAS", il 26 ritornò a giocare coi Mets. Finì la stagione con .281 alla battuta, .321 in base, 4 fuoricampo, 47 RBI, 13 basi rubate e 46 punti in 116 partite (416 AB).
Il 1º aprile 2015 firmò un'estensione per 4 anni aggiuntivi più un quinto opzionale per un totale di 23 milioni di dollari. Chiuse la stagione con .259 alla battuta, .289 in base, 6 fuoricampo, 41 RBI, 7 basi rubate e 47 punti in 143 partite (441 AB). Il 15 giugno 2016 venne inserito nella lista infortuni dei (15 giorni) per una distorsione del pollice sinistro. Il 28 dello stesso mese venne mandato per la reabilitazione ai Binghamton Mets. Il 2 luglio ritornò a giocare coi Mets. Il 29 luglio venne inserito nella lista infortuni dei (15 giorni) per una rottura del legamento dello stesso pollice. Il 16 settembre rientrò dal suo infortunio. Chiuse la stagione con .239 alla battuta, .301 in base, 3 fuoricampo, 9 RBI, 4 basi rubate e 15 punti in 79 partite (142 AB), battendo con una distanza media in lunghezza di 212,17 feet e 32,54 feet in altezza.
Il 30 marzo 2017 è stato inserito nella lista infortuni (dei 10 giorni) per uno stiramento al muscolo obliquo sinistro. Il 10 aprile venne mandato per la riabilitazione ai St. Lucie Mets nella MiLB. Divenne free agent a fine stagione 2019.
Il 10 febbraio 2020, Lagares firmò un contratto di minor league con i San Diego Padres.
Il 22 luglio 2020, Lagares firmò un contratto di minor league con i Mets. Il 25 e 26 agosto giocò le sue prime partite della stagione 2020. Il 28 agosto, venne designato per la riassegnazione e il 30 agosto divenne free agent.
L'11 febbraio 2021, Lagares firmò un contratto di minor league con i Los Angeles Angels, con incluso un invito allo spring training.

## Palmarès
- Guanto d'oro: 1

2014
- Fielding Bible Award: 1

2014
- Defensive Player of the Year:

2013
- Giocatore della settimana: 1

NL: 22 luglio 2013
- MiLB.Com Organization All-Star: 1 :2011
- Mid-Season All-Star della SAL: 1 :2010